# Slash (album)
Slash è il primo album in studio del chitarrista statunitense omonimo, pubblicato il 31 marzo 2010 dalla Dik Hayd Records.
Prodotto da Eric Valentine, l'album ha visto la partecipazione di numerosi musicisti, tra cui tre dei quattro componenti della formazione originaria dei Guns N' Roses, gruppo del quale è stato il chitarrista.

## Antefatti e registrazione
Nel 2007, all'interno della sua biografia, Slash ha scritto che stava pensando alla pubblicazione di un album solista come progetto futuro distante dai Velvet Revolver. Inizialmente disse che il nome dell'album sarebbe potuto essere Slash & Friends e un anno più tardi la sua ex-moglie Perla ha rivelato "l'album avrebbe incluso qualsiasi artista, da Ozzy a Fergie."
Il 16 gennaio 2010 Slash, durante una comparsa al NAMM, ha annunciato che il suo album solista sarebbe stato presentato negli Stati Uniti il 6 aprile dello stesso anno. Il CD sarebbe stato pubblicato anche in Europa tramite la Roadrunner Records. Il 1º febbraio 2010 ultimate-guitar.com ha rivelato la lista tracce e la copertina dell'album, quest'ultima realizzata da Ron English, amico di Slash. Una settimana più tardi il chitarrista ha annunciato che l'album sarebbe stato distribuito negli Stati Uniti attraverso la EMI e che avrebbe svolto un tour promozionale nella primavera dello stesso anno con Myles Kennedy.

## Promozione
Il 10 marzo 2010 l'album è stato presentato nel Regno Unito in edizione limitata a mille copie attraverso Classic Rock, insieme ad altri oggetti riguardanti il chitarrista. Il 6 aprile 2010 è stata distribuita presso i negozi Best Buy una versione dell'album comprensiva di CD e di maglietta raffigurante il logo dell'album. Best Buy inoltre ha messo in vendita una versione digitale dell'album comprendente le bonus track Baby Can't Drive (con Alice Cooper e Nicole Scherzinger) e la reinterpretazione di Paradise City dei Guns N' Roses (con Fergie e i Cypress Hill).
Il primo singolo estratto da Slash è stato Sahara, realizzato con il cantante Koshi Inaba dei B'z e pubblicato l'11 novembre 2009 nel solo Giappone. Tale brano è stato inserito inizialmente nell'edizione giapponese di Slash, per poi essere stata resa disponibile in tutto mondo all'interno della versione deluxe dell'album, nel quale è presente anche un'altra versione del brano cantata in lingua inglese.
Ad esso ha fatto seguito By the Sword, realizzato con la partecipazione vocale di Andrew Stockdale dei Wolfmother e pubblicato per il download digitale il 16 marzo 2010 negli Stati Uniti e il 23 dello stesso mese in Europa. Il terzo ed ultimo singolo è stato Beautiful Dangerous, realizzato con Fergie dei Black Eyed Peas e pubblicato per il download digitale il 28 gennaio 2011.

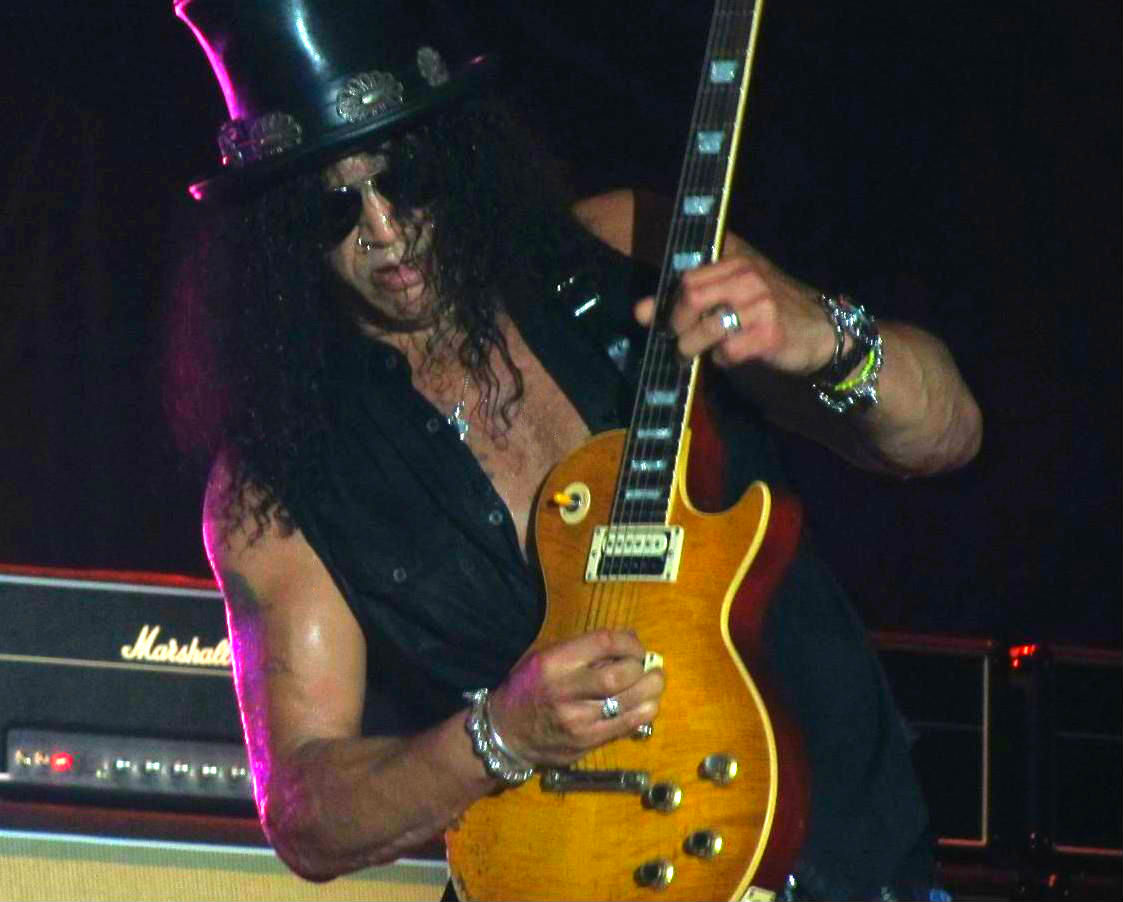
Slash a Roma, il 29 luglio 2011

Tra gli altri brani, anche Crucify the Dead (inciso con Ozzy Osbourne) era stato pensato per essere estratto come singolo. Ciò non accadde, in quanto la sua pubblicazione avrebbe potuto sovrapporsi commercialmente con l'album Scream di Osbourne, previsto per quel periodo. Il brano è un messaggio rivolto al frontman dei Guns N' Roses, Axl Rose, sebbene Slash ha inizialmente sostenuto che il testo parlasse di un pensiero personale di Osbourne; quest'ultimo, in un'intervista, ha spiegato di aver scritto quelle parole immaginando di essere nei panni di Slash, dicendo quello che aveva sempre pensato di dire a Rose:
È stato inoltre reso ufficiale dallo stesso Slash che il cantante degli Alter Bridge, Myles Kennedy, lo avrebbe accompagnato nel suo tour estivo 2010, dove ha suonato non solo canzoni presenti nel suo nuovo album, ma anche singoli dei Guns N' Roses, degli Slash's Snakepit e dei Velvet Revolver.

## Tracce
1. Ghost (Ian Astbury) – 3:34 (Saul Hudson, Ian Astbury)
2. Crucify the Dead (Ozzy Osbourne) – 4:04 (Saul Hudson, John Osbourne)
3. Beautiful Dangerous (Fergie) – 4:35 (Saul Hudson, Fergie)
4. Back from Cali (Myles Kennedy) – 3:35 (Saul Hudson, Myles Kennedy)
5. Promise (Chris Cornell) – 4:41 (Saul Hudson, Chris Cornell)
6. By the Sword (Andrew Stockdale) – 4:50 (Saul Hudson, Andrew Stockdale)
7. Gotten (Adam Levine) – 5:05 (Saul Hudson, Adam Levine)
8. Doctor Alibi (Lemmy Kilmister) – 3:07 (Saul Hudson, Lemmy Kilmister)
9. Watch This (Dave Grohl/Duff McKagan) – 3:46 (musica: Saul Hudson)
10. I Hold On (Kid Rock) – 4:10 (Saul Hudson, Kid Rock, Marlon Young)
11. Nothing to Say (M. Shadows) – 5:27 (Saul Hudson, Matthew Shadows)
12. Starlight (Myles Kennedy) – 5:35 (Saul Hudson, Myles Kennedy)
13. Saint Is a Sinner Too (Rocco DeLuca) – 3:28 (Saul Hudson, Rocco DeLuca)
14. We're All Gonna Die (Iggy Pop) – 4:30 (Saul Hudson, Iggy Pop)

Traccia bonus nell'edizione giapponese
1. Sahara (Koshi Inaba) – 3:58 (Saul Hudson, Koshi Inaba)

Tracce bonus nell'edizione LP
1. Sahara (Koshi Inaba) – 3:58 (Saul Hudson, Koshi Inaba)
2. Baby Can't Drive (Alice Cooper/Nicole Scherzinger) – 3:20 (Saul Hudson, Alice Cooper, Nicole Scherzinger)

Contenuti aggiuntivi nell'edizione deluxe
- CD

1. Sahara (English) (Koshi Inaba) – 3:58 (Saul Hudson, Koshi Inaba)
2. Paradise City (Cypress Hill/Fergie) – 5:14 (Guns N' Roses) – originariamente interpretata dai Guns N' Roses
3. Mother Maria (Beth Hart) – 5:18 (Saul Hudson, Beth Hart)
4. Baby Can't Drive (Alice Cooper/Nicole Scherzinger) – 3:20 (Saul Hudson, Alice Cooper, Nicole Scherzinger)
5. Sahara (Japanese) (Koshi Inaba) – 3:58 (Saul Hudson, Koshi Inaba)
6. Beautiful Dangerous Radio Mix – 4:11 (Saul Hudson, Fergie)
7. Demo #4 – 3:55 (musica: Saul Hudson)
8. Demo #16 – 3:23 (musica: Saul Hudson)
9. Back from Cali (Acoustic) (Myles Kennedy) – 3:42 (Saul Hudson, Myles Kennedy)
10. Fall to Pieces (Acoustic) (Myles Kennedy) – 4:29 (Slash, Duff McKagan, Matt Sorum, Dave Kushner, Scott Weiland) – originariamente interpretata dai Velvet Revolver
11. Sweet Child o' Mine (Acoustic) (Myles Kennedy) – 6:02 (Guns N' Roses) – originariamente interpretata dai Guns N' Roses
12. Watch This (Live) (Myles Kennedy) – 4:10 (Saul Hudson)
13. Nightrain (Live) (Myles Kennedy) – 5:35 (Guns N' Roses) – originariamente interpretata dai Guns N' Roses

- DVD

1. Making of the Album Documentary
2. Back from Cali (Live from The Roxy)
3. By the Sword (Music Video)
4. By the Sword (Behind the Scenes)
5. Starlight (Live from MTV Classic Launch)
6. Mean Bone (feat. Angry Anderson) (Live from MTV Classic Launch)
7. Track by Track Interview w/ Slash

## Formazione
- Slash – chitarra, basso (CD 2: tracce 7 e 8)

### Altri musicisti
CD 1
- Chris Chaney – basso (eccetto traccia 9)
- Josh Freese – batteria (eccetto tracce 9 e 12), percussioni (traccia 13)
- Leonard Castro – percussioni (eccetto tracce 2, 8, 9, 11-13)
- Ian Astbury – voce e percussioni aggiuntive (traccia 1)
- Izzy Stradlin – chitarra ritmica (traccia 1)
- Eric Valentine – pianoforte (traccia 1), tastiera (traccia 10)
- Ozzy Osbourne – voce (traccia 2)
- Kevin Churko, Taylor Hawkins – cori (traccia 2)
- Fergie – voce (traccia 3)
- Big Chris Flores – tastiera e programmazione (traccia 3)
- Myles Kennedy – voce (tracce 4 e 12)
- Chris Cornell – voce (traccia 5)
- Joe Standt – clavicembalo (traccia 5)
- Andrew Stockdale – voce (traccia 6)
- Adam Levine – voce (traccia 7)
- Deron Johnson – organo (traccia 7)
- Mark Robertson, Alyssa Park, Julie Rogers, Sam Fischer, Grace Oh, Songa Lee, Maia Jasper, Lisa Liu – violini (traccia 7)
- Anton Patzner – violino e viola (traccia 7)
- Lewis Patzner – violoncello (traccia 7)
- Lemmy Kilmister – voce e basso distorto (traccia 8)
- Duff McKagan – basso e cori (traccia 9)
- Dave Grohl – batteria (traccia 9)
- Kid Rock – voce (traccia 10)
- M. Shadows – voce (traccia 11)
- Steve Ferrone – batteria (traccia 12)
- Rocco DeLuca – voce (traccia 13)
- Iggy Pop – voce (traccia 14)

CD 2
- Koshi Inaba – voce (tracce 1 e 5)
- Chris Chaney – basso (tracce 1-3, 5)
- Josh Freese – batteria (tracce 1-3, 5)
- Leonard Castro – percussioni (tracce 1, 2 e 5)
- Fergie – voce (tracce 2 e 6)
- Cypress Hill – voce (traccia 2)
- Beth Hart – voce (traccia 3)
- Alice Cooper – voce (traccia 4)
- Nicole Scherzinger – voce (traccia 4)
- Flea – basso (traccia 4)
- Steven Adler – batteria (traccia 4)
- Big Chris Flores – programmatore (tracce 7 e 8)
- Myles Kennedy – voce (tracce 9-13), chitarra (tracce 9-12)
- Bobby Schneck – chitarra aggiuntiva (tracce 12 e 13)
- Todd Kerns – basso (tracce 12 e 13)
- Brent Fitz – batteria (tracce 12 e 13)

## Classifiche

### Classifiche settimanali
| Classifica (2010)          | Posizione massima |
| -------------------------- | ----------------- |
| Australia                  | 3                 |
| Austria                    | 1                 |
| Belgio (Fiandre)           | 38                |
| Belgio (Vallonia)          | 35                |
| Canada                     | 1                 |
| Danimarca                  | 4                 |
| Europa                     | 3                 |
| Finlandia                  | 2                 |
| Francia                    | 17                |
| Germania                   | 4                 |
| Giappone                   | 7                 |
| Grecia                     | 2                 |
| Italia                     | 6                 |
| Irlanda                    | 24                |
| Messico                    | 34                |
| Norvegia                   | 4                 |
| Nuova Zelanda              | 1                 |
| Paesi Bassi                | 17                |
| Polonia                    | 11                |
| Portogallo                 | 27                |
| Regno Unito                | 17                |
| Regno Unito (rock & metal) | 1                 |
| Repubblica Ceca            | 27                |
| Spagna                     | 26                |
| Stati Uniti                | 3                 |
| Stati Uniti (hard rock)    | 1                 |
| Stati Uniti (independent)  | 1                 |
| Stati Uniti (rock)         | 1                 |
| Stati Uniti (tastemaker)   | 8                 |
| Svezia                     | 1                 |
| Svizzera                   | 3                 |
| Ungheria                   | 12                |

### Classifiche di fine anno
| Classifica (2010)         | Posizione |
| ------------------------- | --------- |
| Australia                 | 35        |
| Canada                    | 46        |
| Nuova Zelanda             | 10        |
| Stati Uniti (hard rock)   | 23        |
| Stati Uniti (independent) | 18        |
| Svezia                    | 100       |
| Svizzera                  | 92        |

## Premi
- 2010 – Best Rock Album of the Year ai Classic Rock Awards.[38]

## Date di pubblicazione
| Paese       | Data           | Formati                | Etichetta     |
| ----------- | -------------- | ---------------------- | ------------- |
| Giappone    | 31 marzo 2010  | CD, download digitale  | Universal     |
| Malesia     | 1º aprile 2010 | CD, download digitale  | Universal     |
| Australia   | 1º aprile 2010 | CD, download digitale  | Sony Music    |
| Spagna      | 5 aprile 2010  | CD, download digitale  | Roadrunner    |
| Francia     | 5 aprile 2010  | CD, download digitale  | Roadrunner    |
| Stati Uniti | 6 aprile 2010  | CD, download digitale  | EMI           |
| Canada      | 6 aprile 2010  | CD, download digitale  | EMI           |
| Regno Unito | 7 aprile 2010  | Classic Rock Slashpack | Roadrunner    |
| Regno Unito | 2 aprile 2010  | CD, download digitale  | Roadrunner    |
| Germania    | 9 aprile 2010  | CD, download digitale  | Roadrunner    |
| Brasile     | 30 aprile 2010 | CD, download digitale  | Music Brokers |